# Tenedos quadrangulatus
Tenedos quadrangulatus là một loài nhện trong họ Zodariidae.
Loài này thuộc chi Tenedos. Tenedos quadrangulatus được Rudy Jocqué & Léon Baert miêu tả năm 2002.